# Friedrich Jügel
Johann Friedrich Jügel (* 22. Juli 1772 in Remagen, Herzogtum Jülich; † 1833 in Berlin) war ein deutscher Kupferstecher, Grafiker und Illustrator. Ab 1823 lehrte er als Professor für Kupferstich an der Preußischen Akademie der Künste.

## Leben
Jügel wurde als drittes Kind des Chemikers und Kattunfabrikanten Johann Friedrich Jügel und seiner Frau, der Schöffentochter Anna Maria Wilhelmina Kirberger (1738–1808), in Remagen am Rhein geboren. Das Paar, das 1767 geheiratet hatte, bekam insgesamt neun Kinder, sechs Töchter und drei Söhne. Zu ihnen gehören die Landschafts- und Porträtmalerin Henriette Jügel und der Buchhändler Carl Christian Jügel sowie die Töchter Christiane und Louisa, die als Gesellschaftsdamen von Hofdamen der Königin von Preußen mit ihrem Harfespiel zur musikalischen Unterhaltung des Hofes beitrugen. In der musischen Atmosphäre des jügelschen Hauses gehörte es zu den Gepflogenheiten, zu musizieren, zu malen, zu zeichnen, Strickmuster zu entwerfen und Handarbeiten auszuführen. Zu den Personen, die dort ein und aus gingen, gehörte der Kupferstecher und Grafiker Daniel Chodowiecki. Über Jügels Vater ist wenig bekannt: Der angeblich aus Hamburg stammende Zitzfabrikant, Kaufhändler und Chemiker errichtete in Bendorf bei Neuwied Färbereien. In Vallendar, Remagen und Düren versuchte er sich in Geschäften der regionalen Textilindustrie, bevor er mit seiner Familie in den 1780er Jahren nach Berlin zog. Dort begann sein gleichnamiger 14-jähriger Sohn an der Preußischen Akademie der Künste, wo Chodowiecki als Lehrer und Rektor wirkte und Daniel Berger den Kupferstich unterrichtete, am 1. Februar 1787 ein Studium. Unter König Friedrich Wilhelm II. und dem Minister Friedrich Anton von Heynitz hatte sich diese Bildungseinrichtung – auch mit Blick auf ihre Bedeutung für das Berliner Verlags- und Druckereiwesen – besonders der Pflege der Stecherkunst zugewandt.
Als 19-Jähriger schuf Jügel nach dem Vorbild eines Kupferstichs, den der Grafiker William Woollett (1735–1785) nach dem 1770 entstandenen Gemälde von Benjamin West gefertigt hatte, die Sterbeszene des britischen Generals James Wolfe. Vermutlich war es dieser Kupferstich Jügels, den Kronprinz Friedrich Wilhelm anlässlich einer Akademieausstellung durch eine silberne Medaille auszeichnete. Im Folgejahr 1794 entstand in Punktiermanier sein lebensnahes Porträt der baltischen Dichterin Elisa von der Recke. Als Reproduktionsgrafiker arbeitete Jügel in der Restaurationszeit mit einer Vielzahl von Berliner Künstlern zusammen, etwa mit Gottfried Schadow, Heinrich Anton Dähling, Ludwig Wolf und Friedrich Lieder. Außer Hoffesten und Theaterereignissen hielt seine Feder vor allem patriotische und militärische Szenen sowie die Uniformierung der Bürgergarde und der preußischen Armee fest, ferner Porträts, topografische Ansichten und Architekturdarstellungen, etwa in Aquatinta eine große Ansicht des Berliner Schauspielhauses von Karl Friedrich Schinkel. Der virtuose Umgang mit der Aquatinta-Radiertechnik, die den kenntnisreichen Einsatz der Ätzsäure voraussetzt, verschaffte ihm unter Berliner Kollegen den vielleicht auch ironisch gemeinten Spitznamen Aquatinta-Zauberer Jügel. Ab 1823 unterrichtete Jügel die Kupferstechkunst an der Preußischen Akademie der Künste. Eine in den Jahren 1825/1826 entstandene Porträtzeichnung aus der Hand Gottfried Schadows, die Jügel bei einer Herrenpartie der Berlinischen Künstlervereinigung zeigt, ist das letzte datierbare Zeugnis über das Leben Jügels.

## Werke (Auswahl)

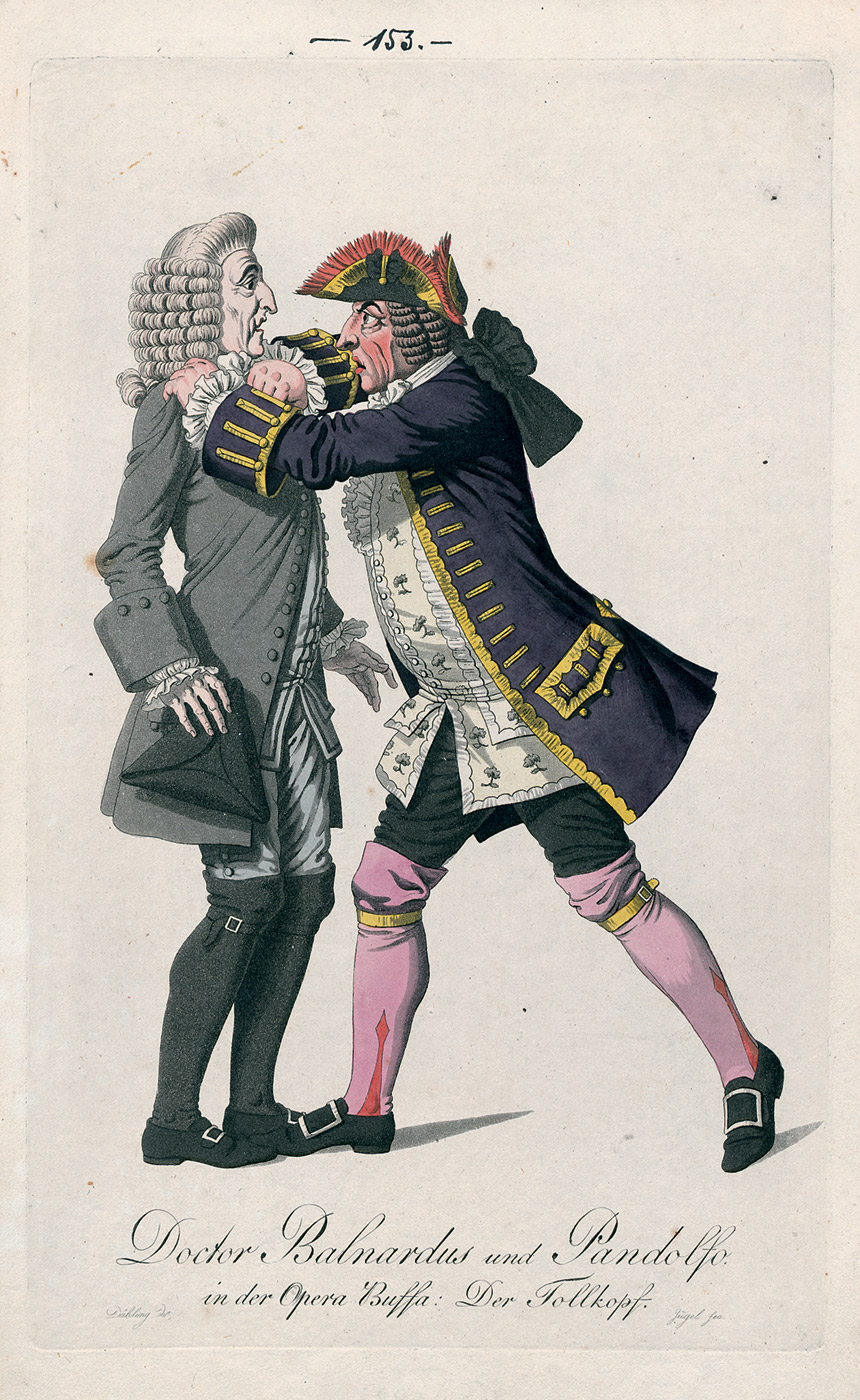
Doctor Balnardus und Pandolfo in der Opera Buffa „Der Tollkopf“, Buchillustration nach einer Vorlage von Heinrich Anton Dähling, um 1805

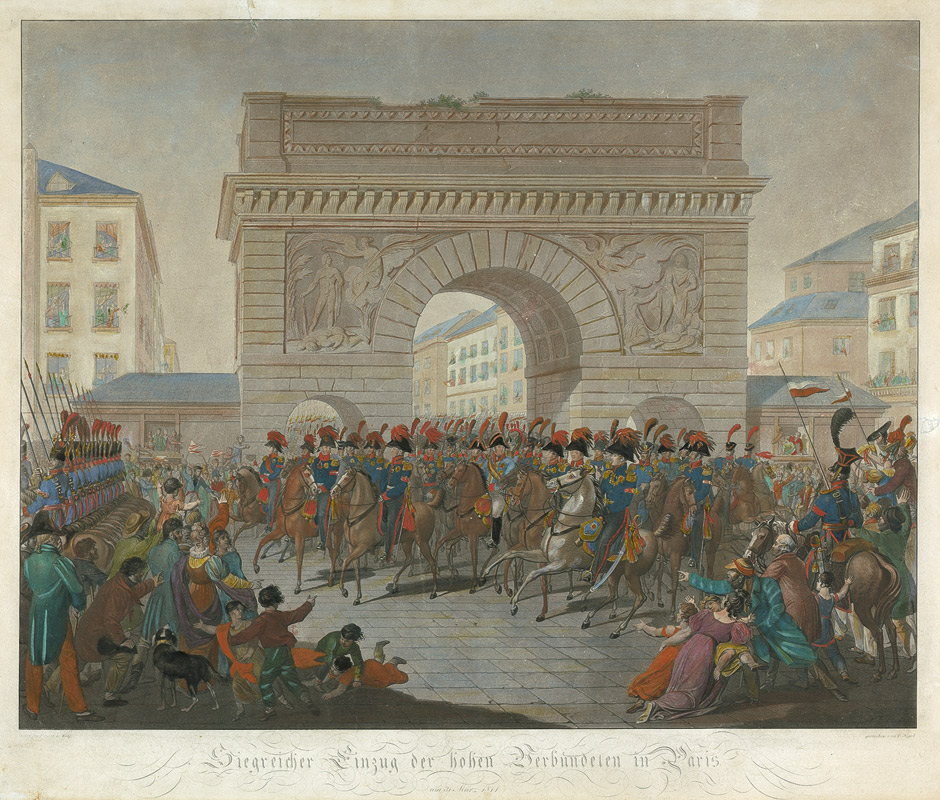
Siegreicher Einzug der hohen Verbündeten, um 1815

- Sterbeszene des Generals James Wolfe, Reproduktion nach einem Kupferstich von William Woollett und einem Gemälde von Benjamin West, 1791
- Porträt der Dichterin Elisa von der Recke, 1794
- Doctor Balnardus und Pandolfo in der Opera Buffa „Der Tollkopf“, Buchillustration nach einer Vorlage von Heinrich Anton Dähling, um 1805
- Parade der französischen Garde vor Napoleon im Lustgarten zu Berlin 1806, Kupferstich
- Verklärung der Königin Luise von Preußen, um 1810
- Uniformdarstellungen, um 1810[3]
- Friedrich Wilhelm III. besucht das Lazarett der verwundeten Krieger in Bautzen, Aquatinta-Radierung nach einer Vorlage von Ludwig Wolf
- Siegreicher Einzug der hohen Verbündeten, Reproduktion nach einer Vorlage von Ludwig Wolf, um 1815
- Verherrlichung der preußischen Nation, Kunstblatt mit der allegorischen Darstellung Friedrichs II. von Preußen in einer patriotischen Szene zur Ehrung der Helden der Befreiungskriege, 1815[4]
- Halle mit der Aussicht auf die Stadt Reims (Bühnenbild zu Schillers Jungfrau von Orleans, 4. Akt, 1. Szene, im Berliner Schauspielhaus), kolorierte Aquatinta nach einem Entwurf von Karl Friedrich Schinkel, 1818
- Zug nach dem Reichstagspallaste in Worms, kolorierte Radierung nach einer Vorlage von Heinrich Anton Dähling, um 1820
- Ansicht des Schauspielhauses Berlin, Aquatina-Radierung nach einer Vorlage von Karl Friedrich Schinkel
- Ansicht von Schlossbrücke, Museum, Dom und Schloss in Berlin, kolorierte Radierung nach einer Vorlage von Karl Friedrich Schinkel[5]
- Sechs Diplome für den Berlinischen Künstler-Verein, Aquatinta-Radierungen nach einem Entwurf von Gottfried Schadow, 1822 bzw. 1825
- Panorama der freien Stadt Frankfurt am Main, Aquatinta nach einer Zeichnung von Friedrich Joseph Ehemant, um 1830